# Sarcolemma
In anatomia, il sarcolemma è la membrana che ricopre le fibre del tessuto muscolare. Si tratta della combinazione tra membrana plasmatica e lamina basale della fibra, estensibile, e contenente la sostanza contrattile della fibra muscolare.

## Anatomia
Il sarcolemma è la membrana cellulare delle cellule delle fibre muscolari striate. Consiste in un doppio strato lipidico e un sottile strato esterno di materiale polisaccaridico (glicocalice) a contatto con la membrana basale. La membrana basale contiene numerose fibrille di collagene e proteine specializzate come laminina, che forniscono un'impalcatura su cui la fibra muscolare può aderire. Le proteine transmembrana nella membrana plasmatica collegano lo scheletro di actina all'interno della cellula alla membrana basale e all'esterno della cellula. Ad ogni estremità della fibra muscolare, lo strato superficiale del sarcolemma si fonde con una fibra del tendine. Le fibre del tendine, a loro volta, si raccolgono in fasci per formare i tendini muscolari che aderiscono alle ossa.

## Funzione

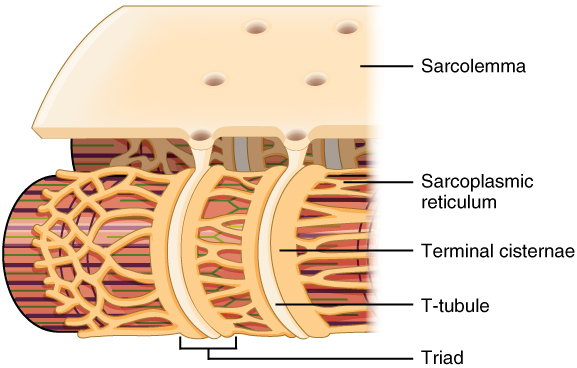
Sarcolemma e tubuli T

Il sarcolemma svolge nelle cellule muscolari la stessa funzione della membrana plasmatica in altre cellule eucariote. Agisce come una barriera tra i compartimenti extracellulari e intracellulari, separando la fibra muscolare dall'ambiente circostante. La natura lipidica della membrana consente di separare i fluidi dei compartimenti intra ed extracellulari, visto che è selettivamente permeabile all'acqua, grazie ai canali delle acquaporine. Ciò consente di controllare la composizione dei compartimenti attraverso il trasporto selettivo attraverso la membrana. Le proteine di membrana, come le pompe ioniche, possono creare gradienti ionici consumando ATP, che può essere utilizzato per guidare il trasporto di altre sostanze attraverso la membrana (co-trasporto) o generare impulsi elettrici come i potenziali d'azione. Una caratteristica speciale del sarcolemma è che si dipana radialmente e longitudinalmente nel citoplasma della cellula muscolare formando tubuli membranosi all'interno della fibra detti tubuli trasversali (tubuli T). Su entrambi i lati dei tubuli trasversali vi sono le cosiddette cisterne terminali del reticolo endoplasmatico liscio che nelle cellule muscolari viene definito come reticolo sarcoplasmatico. Un tubulo trasversale circondato da due cisterne viene indicato come triade, e il contatto tra queste strutture si trova alla giunzione fra le bande A e I. La membrana ha anche ha la funzione di ricevere e condurre stimoli.

## Patologia
Sul sarcolemma è presente anche una proteina importante chiamata distrofina. Le alterazioni della stabilità e del sistema di riparazione della membrana sarcolemmale possono portare a forme di distrofia muscolare. La forma più grave di distrofia muscolare, detta di Duchenne, è causata da una mutazione nel gene che codifica per la distrofina, che si trova sul cromosoma X in posizione p21, e presenta un'ereditarietà di tipo recessivo legato al cromosoma X.
Nella Distrofia miotonica il danno distrofico è invece causato non dalla disfunzione della distrofina ma della merosina.